# Kencia Marseille
Pour les articles homonymes, voir Marseille (homonymie).
Kencia Marseille, née le 8 novembre 1980, est une footballeuse haïtienne évoluant au poste de défenseur.

## Carrière
Kencia Marseille inscrit un but en Gold Cup féminine 2002, lors de la lourde défaite sur le score de 11-1 en phase de poule contre le Canada ; les Haïtiennes sont éliminées dès la phase de poules. Elle joue également deux matchs des Jeux panaméricains de 2003 avec la sélection haïtienne qui est éliminée en phase de poules. Elle dispute le Championnat féminin de la CONCACAF 2010, le Championnat féminin de la CONCACAF 2014 et les Jeux d'Amérique centrale et des Caraïbes de 2014, les Haïtiennes étant à chaque fois éliminées dès la phase de poules.